# Delfín guayanský
Delfín guayanský (Sotalia guianensis) je druh delfína, který se vyskytuje při východním pobřeží Střední a Jižní Ameriky. Typické stanoviště druhu představují slané, brakické i sladké vody blízko pobřeží s hloubkou do 5 metrů, může se však objevit i v hlubších vodách desítky kilometrů od břehu.  

## Systematika
Delfína guayanského formálně popsal belgický přírodovědec Pierre-Joseph van Beneden v roce 1864. Van Beneden svůj popis založil na třech exemplářích z ústí řeky Maroni na hranici Surinamu a Francouzské Guyany, pročež zvolil za druhové jméno guianensis (guayanský). Odtud pochází i české druhové jméno. 
Delfín guyanský je jedním ze dvou zástupců rodu Sotalia. Druhým zástupcem je delfín brazilský (Sotalia fluviatilis). Oba druhy rodu Sotalia byly ve 2. polovině 20. století považovány za konspecifické, tzn. náležící k témuž druhu, přičemž delfín brazilský obývající povodí Amazonky byl považován za sladkovodní ekotyp (či poddruh), a delfín guayanský za ekotyp ze slaných vod. Počátkem 21. století se však začaly kupit důkazy o tom, že se jedná o dva samostatné druhy, a od roku 2007 byly oba taxony povýšeny na samostatné druhy. S delfínem guayanským je nakládáno jako s monotypickým taxonem, tzn. nejsou rozeznávány žádné poddruhy.

## Popis
Jedná se o menšího delfína s baculatým tělem. Samice dosahuje délky mezi 1,6–2 m, zatímco délka samců se pohybuje v rozmezí 1,6–1,9 m. Hmotnost kolísá mezi 50–80 kg. Největší jedinci mohou dosahovat délky až 2,2 m a váhy kolem 120 kg. Novorozeňata měří kolem 92 cm.

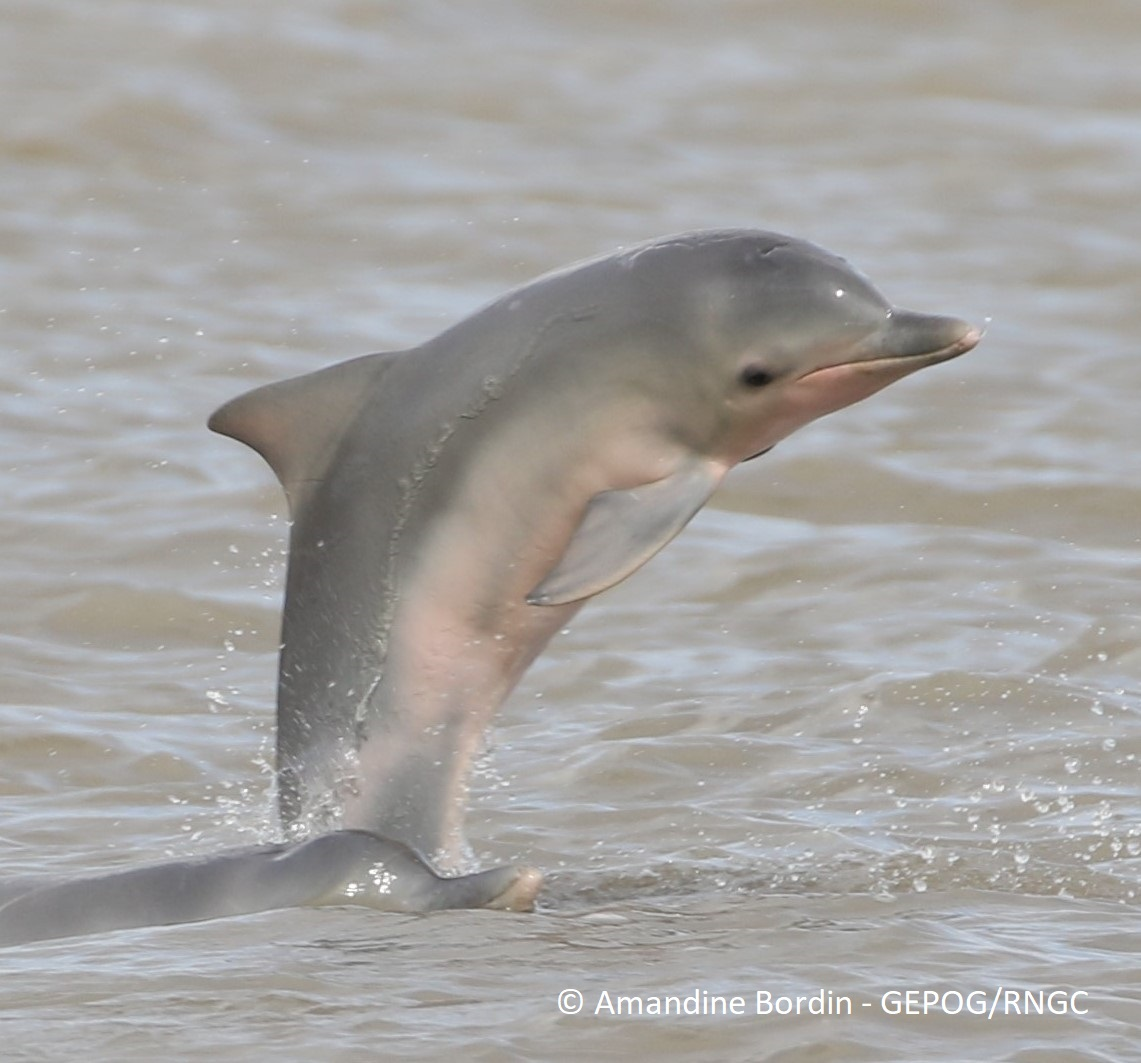
Delfín guayanský při výskoku z vody

Zobák je středně dlouhý a poměrně úzký. Tlama při zavření směřuje mírně vzhůru. Hrudní ploutve jsou široké. Hřbetní ploutev trojúhelníkového tvaru je poměrně krátká. Horní strana těla je tmavě modrá až hnědošedá, spodina je světle hnědá s růžovým nádechem. Od očí k hrudním ploutvím a po stranách ocasu se většinou nachází nevýrazný světlý proužek. Na každé straně horní čelisti se nachází 30–36 zubů, spodní čelist ukrývá 28–34 zubů na každé straně. Zuby jsou kolíkové a špičaté.
V pobřežních oblastech hrozí záměna především s delfínem skákavým, který je však větší, jeho hřbetní ploutev je delší a zahnutější, a zobák je kratší. Dobrým rozpoznávacím znakem delfína guayanského je jeho středně velký meloun, který je vpředu hladký a bez kožních záhybů. Záhyby kůže jsou přítomny u většiny ostatních druhů delfínů. U ústí Amazonky se delfín guayanský patrně vyskytuje sympatricky s delfínem brazilským. Oba druhy si jsou natolik podobné, že jejich rozlišení v terénu je prakticky nemožné.

## Výskyt

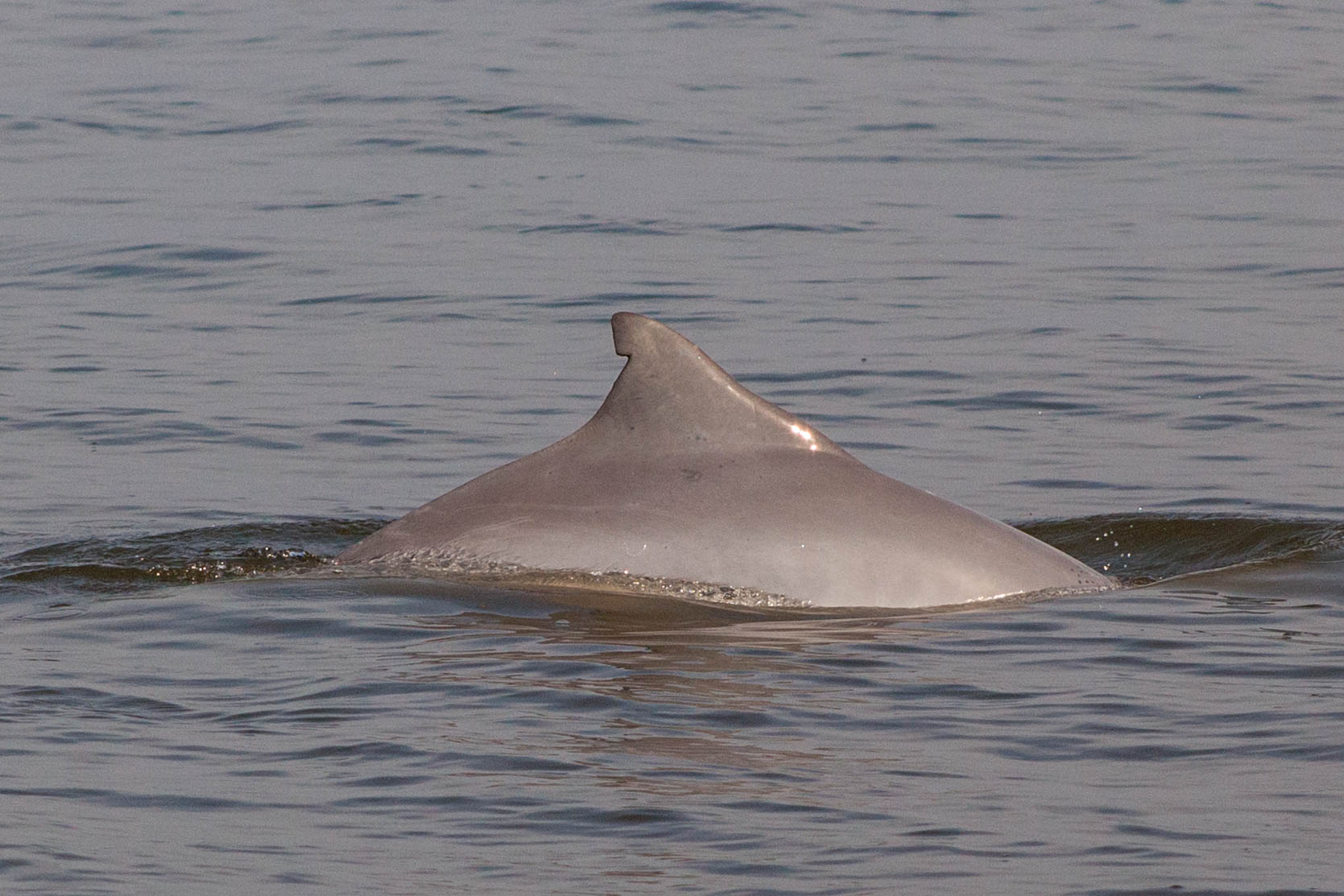
Hřbetní ploutev vykukující jihobrazilských pobřežních vod

Vyskytuje se podél východního pobřeží Jižní a Střední Ameriky. Nejjižnější oblastí výskytu je brazilský Florianópolis při 27° j. š. Postup druhu dále na jih patrně zabraňuje studený Falklandský proud. Odtud se areál výskytu táhne kontinuálně na sever přes Brazílii, Francouzskou Guayanu, Surinam, Guyanu, Venezuelu a Kolumbii do středoamerické Panamy, Kostariky, Nikaraguy a snad až do severního Hondurasu při 15° s. š. Izolovaná populace delfínů guyanských se vyskytuje i na řece Orinoko, asi 300–550 km od ústí řeky.
Oblíbeným stanovištěm druhu jsou zátoky, zálivy a podobné chráněné oblasti západoatlantského pobřeží. Obývá vody různých hloubek, v největší oblibě má extra mělká moře do hloubek 5 metrů. Typicky se vyskytuje do 100m vzdálenosti od pobřeží, avšak může zaplouvat i mnohem dále. Snad nejvzdálenější záznam druhu od pevniny pochází ze souostroví Abrolhos, které je od pevniny vzdáleno 70 km. Obývá slané, brakické i sladké vody. Ze sladkých vod lze zmínit např. pobřežní vody kolem ústí Amazonky, které jsou prakticky sladkými vodami vzhledem k množství vody vytékající do moře z této obří řeky, nebo jižní části venezuelského jezera Maracaibo, které představují sladkovodní habitat. Jedná se o rezidentní druh, který dlouhodobě obývá stejnou oblast.

## Biologie a chování

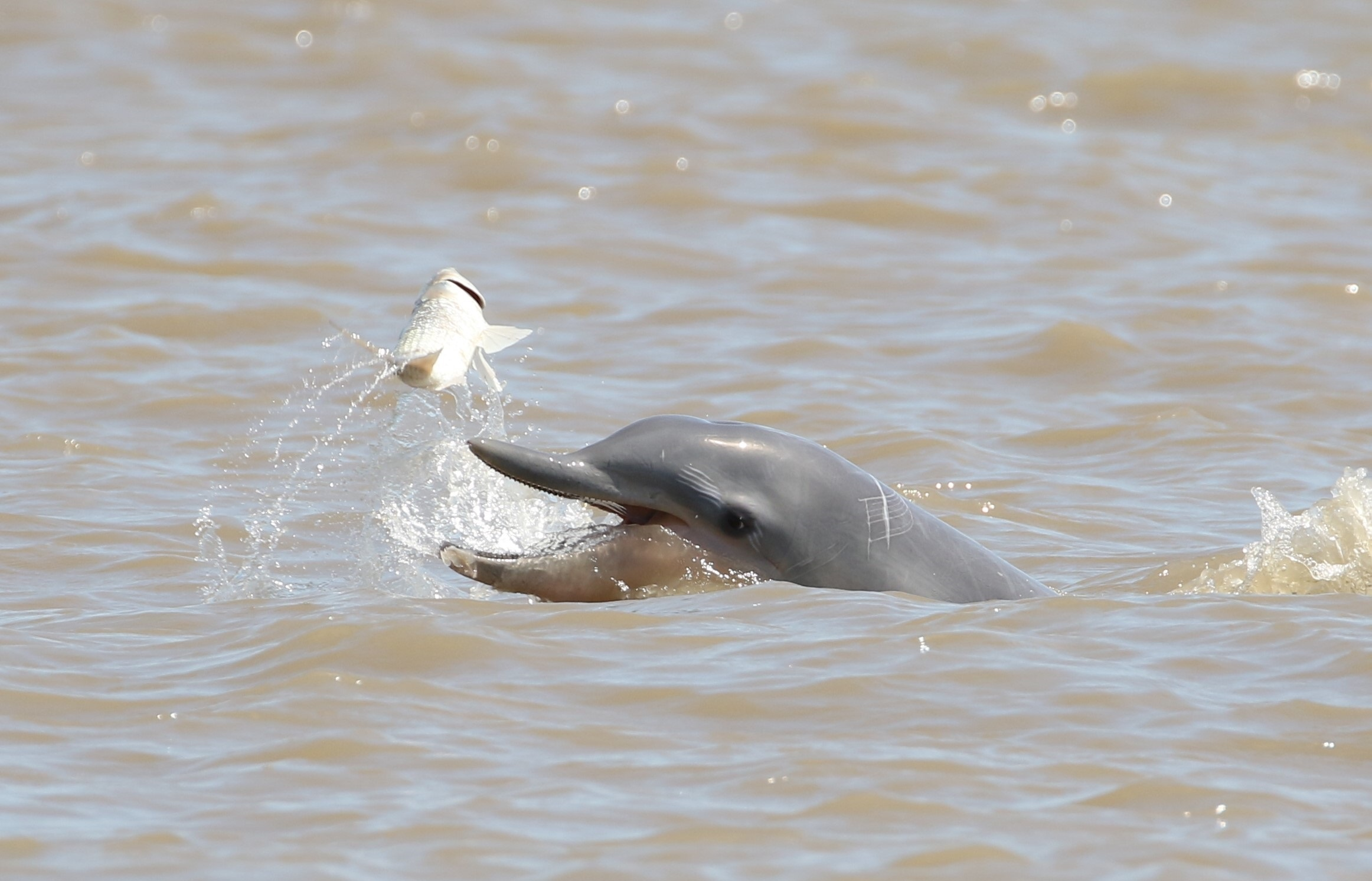
Delfín guayanský při lovu

Žije v menších stádech, která mívají nejčastěji do 10 jedinců, někdy až asi 60 členů. Občas byla pozorována i stáda o několika stovkách jedinců, což bylo spojováno se skupinovým krmením. Sociální pouta ve stádech jsou jen slabá a dočasná. Nad hladinu může vyskakovat, avšak ve vlnách za loděmi neplave. Živí se různými druhy ryb, občas i hlavonožci a výjimečně pozře i korýše. Nejraději má menší rybky o délkách 3–16 cm, občas může ulovit i větší rybu do délky 115 cm. Krmí se samostatně nebo ve skupině. Potápí se na dobu kolem 20–120 vteřin; tyto delší ponory prokládá několika kratšími ponořeními na 5–10 vteřin.

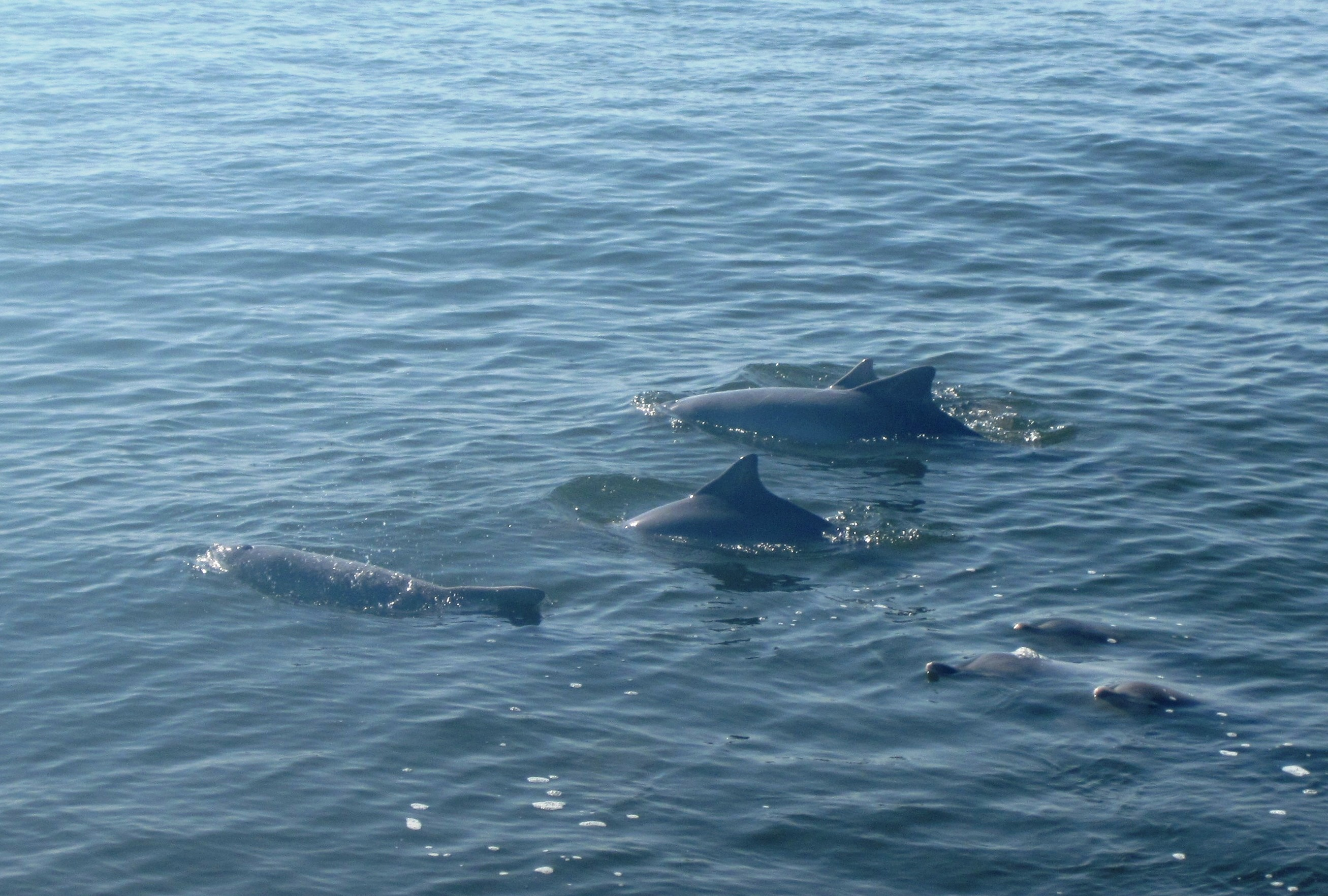
Stádo delfínů guayanských (jižní Brazílie)

Samice zabřezne jednou za dva roky, někdy jen jednou za tři až čtyři roky. Po gestaci dlouhé až 12 měsíců rodí vždy jen jedno mládě. Pohlavní dospělost nastává u samců v 7 letech při dosažení tělesné délky 170–175 cm, u samic mezi 5. a 8. rokem při délce 164–169 cm. Odhadovaná délka dožití je 30–35 let. Ze zajetí je známo narození křížence delfína guayanského a delfína skákavého.
V roce 2006 byl v Brazílii pozorován zvláštní úkaz infanticidy, která je u kytovců vzácná. Skupinka šesti dospělých delfínů guayanských oddělila samici od jejího mláděte. Zatímco čtyři dospělci fyzicky bránili samici v přiblížení se k mláděti, zbývající dva vyhazovali mládě nad hladinu a drželi jej pod vodou. Samice byla spatřena o několik dní později, avšak již bez mláděte, a vědečtí pozorovatelé mají za to, že mládě bylo zabito. Je možné, že samice byla zabita skupinou samců, kteří vědí, že se samice chce do několika dnů po ztrátě mláděte znovu spářit.

## Ohrožení

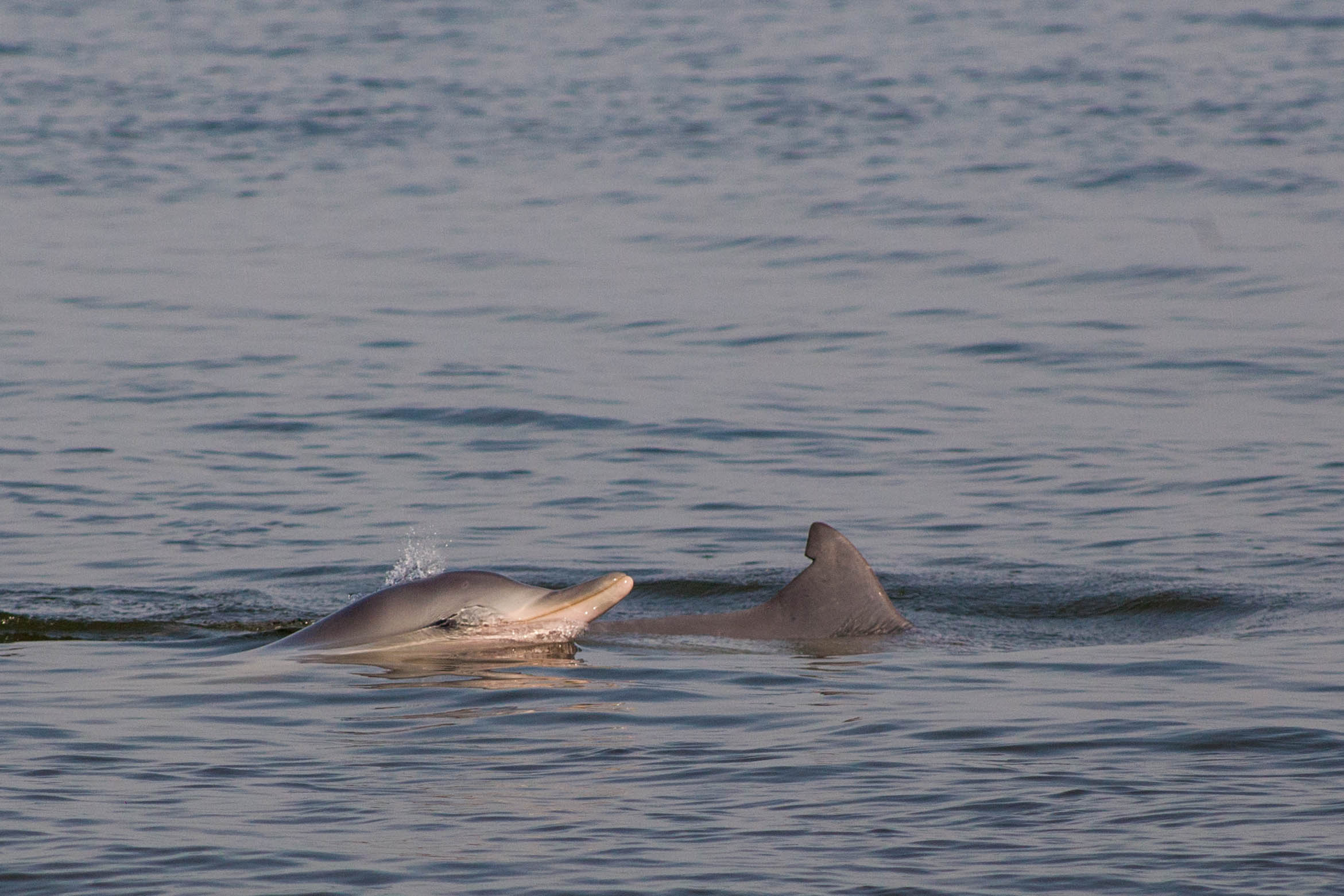
Dvojice delfínů guayanských (jižní Brazílie)

Mezinárodní svaz ochrany přírody (IUCN) druh hodnotí jako téměř ohrožený. Hlavní příčinou ohrožení jsou interakce s rybářským náčiním, konkrétně s nevody, tenatovými sítěmi a pastmi na ryby a krevety. Místní rybáři delfína guayanského někdy i cíleně odloví a jeho maso využijí jako návnadu na žraloky. Delfína ohrožuje i znečištění moří z průmyslu a zemědělství, které je prominentní hlavně v pobřežních oblastech, kde se delfíni guayanští vyskytují nejčastěji. Závažné je zejména znečištění těžkými kovy a cizorodými látkami z insekticidů, z nichž ty nejškodlivější jsou sice již zakázané, ale jejich používání na jihoamerickém kontinentu stále přetrvává. Tyto látky mají tendenci se hromadit v tělech mořských savců. V brazilské Amazonii se z kostí delfínů guayanských vyrábějí různé amulety a talismany. V 70. letech 20. století bylo u břehů Kolumbie a Panamy odchyceno několik delfínů guayanských, kteří byli drženi v zajetí v Evropě více než 20 let. Několik jedinců bylo drženo i v zajetí v Kolumbii, avšak od roku 2005 je odchyt jedinců pro chov v zajetí postaven mimo zákon.